# Escutel·lària
L'escutel·lària (Scutellaria galericulata), és una planta herbàcia de la família Lamiaceae que són naturals de Nord-amèrica, Europa i Àsia on creix en prats i llocs humits a la riba dels rius.
El seu nom deriva de llatí "scutella" (escudella o petit plat), a causa de la forma de la seva calze.
És una planta herbàcia gairebé com un arbust que mesura entre 10 cm i 1 metre d'altura. Té una arrel perenne. Les seves tiges son de secció quadrada i ramificades. Les fulles oposades i lanceolades amb vores dentades tenen 5 cm de longitud i 1 cm d'ample. Les flors, en parelles, es desenvolupen a l'extrem de les bràctees, que són iguals a les fulles i són de color blau o violeta.